# Flängsjön
Flängsjön är en sjö i Strömsunds kommun i Jämtland och ingår i Indalsälvens huvudavrinningsområde. Sjön har en area på 0,558 kvadratkilometer och ligger 331,9 meter över havet. Sjön avvattnas av vattendraget Tingsjöån.

## Delavrinningsområde
Flängsjön ingår i det delavrinningsområde (705038-149383) som SMHI kallar för Utloppet av Flängsjön. Medelhöjden är 369 meter över havet och ytan är 5,79 kvadratkilometer. Räknas de 5 avrinningsområdena uppströms in blir den ackumulerade arean 48,13 kvadratkilometer. Tingsjöån som avvattnar avrinningsområdet har biflödesordning 5, vilket innebär att vattnet flödar genom totalt 5 vattendrag innan det når havet efter 221 kilometer. Avrinningsområdet består mestadels av skog (81 procent). Avrinningsområdet har 0,56 kvadratkilometer vattenytor vilket ger det en sjöprocent på 9,7 procent.